# Томмі Кейсі
Томмі Кейсі (англ. Tommy Casey, 11 березня 1930, Комбер — 13 січня 2009) — північноірландський футболіст, що грав на позиції півзахисника, зокрема за клуб «Ньюкасл Юнайтед», а також національну збірну Північної Ірландії. По завершенні ігрової кар'єри — тренер.
Володар Кубка Англії з футболу. 

## Клубна кар'єра
У дорослому футболі дебютував 1948 року виступами за команду «Бангор», в якій провів один сезон. 
Згодом, провівши декілька матчів за «Лідс Юнайтед» у сезоні 1949/50, став гравцем «Борнмута», за який відіграв два сезони у третьому англійському дивізіоні.
Своєю грою за останню команду привернув увагу представників тренерського штабу клубу «Ньюкасл Юнайтед», до складу якого приєднався 1952 року. Відіграв за команду з Ньюкасла наступні шість сезонів своєї ігрової кар'єри. За цей час виборов титул володаря Кубка Англії з футболу.
Протягом 1958—1959 років захищав кольори клубу «Портсмут», а завершив ігрову кар'єру у команді «Бристоль Сіті», за яку виступав з 1959 по 1963 рік.

## Виступи за збірну
1955 року дебютував в офіційних матчах у складі національної збірної Північної Ірландії. Протягом кар'єри у національній команді, яка тривала 4 роки, провів у її формі 12 матчів, забивши 2 голи.
У складі збірної був учасником чемпіонату світу 1958 року у Швеції, де взяв участь у двох з п'яти ігор своєї команди, яка припинила боротьбу на стадії чвертьфіналів.

## Кар'єра тренера
1963 року очолив тренерський штаб клубу «Глостер Сіті», в якому пропрацював протягом двох сезонів.
Згодом у середині 1970-х тренував «Грімсбі Таун» та ісландський «КР Рейк'явік».
Помер 13 січня 2009 року на 79-му році життя.

## Титули і досягнення
- Володар Кубка Англії з футболу (1):

«Ньюкасл Юнайтед»: 1954-1955